# Friedrich Lehne

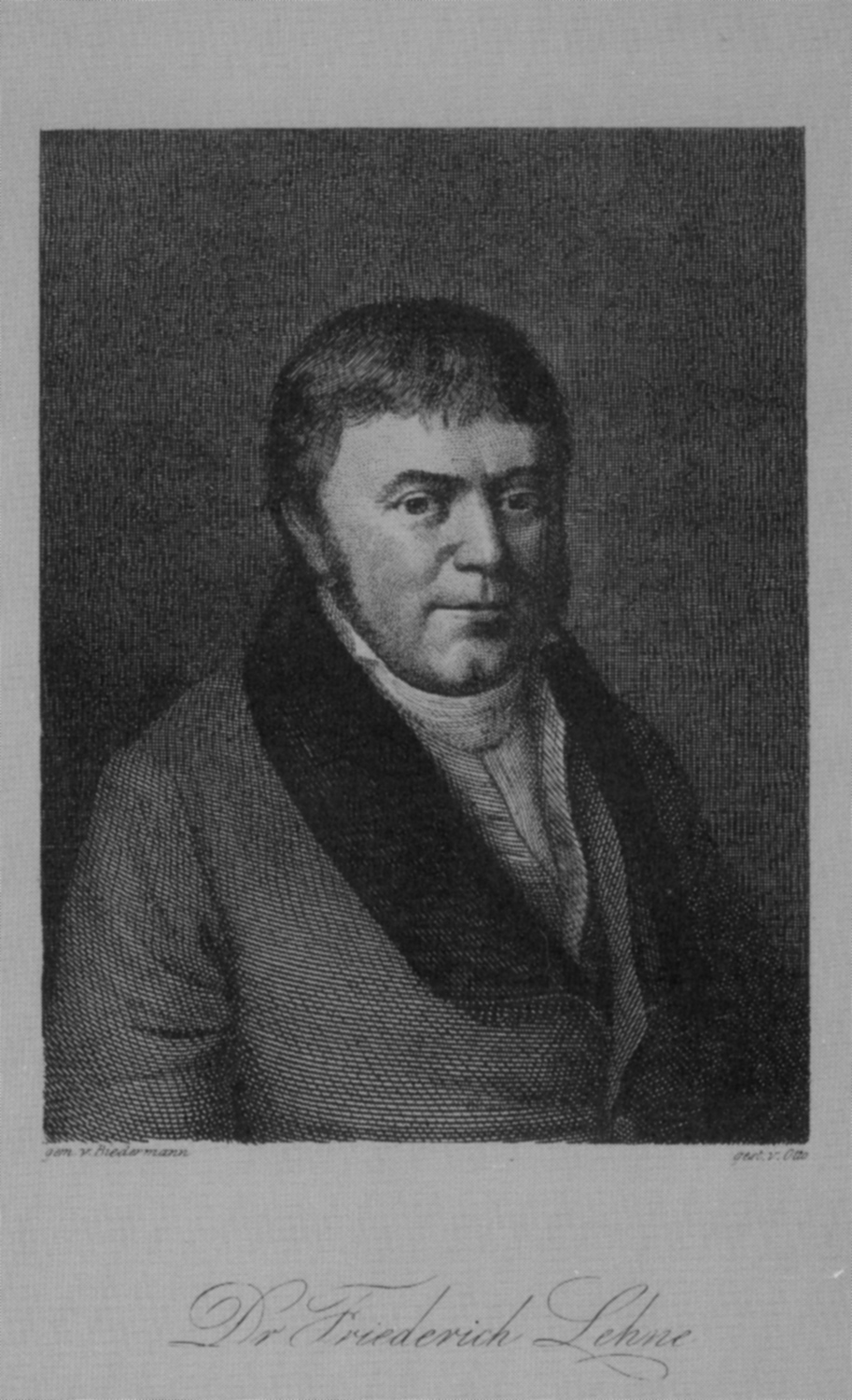
Friedrich Lehne

Johann Friedrich Franz Lehne (* 8. September 1771 in Gernsheim; † 15. Februar 1836 in Mainz) war ein deutscher Bibliothekar, Herausgeber und Verwaltungsbeamter. Er war Professor der Schönen Wissenschaften im französischen Mayence. Politisch stand Lehne zu dieser Zeit den Mainzer Jakobinern nahe, denen er sich bereits im November 1792 anschloss. Regionale Bekanntheit erlangte Lehne vor allem durch die Verfassung jakobinischer Literatur in unterschiedlichster Form, so beispielsweise von Texten zu revolutionären Liedern oder Gedichten. Später war er in Mainz als Stadtoberbibliothekar, Zeitungsverleger und regionaler Geschichtsforscher tätig. Seine römischen und mittelalterlichen Sammlungen waren der Grundstock für das später gegründete Mainzer Altertumsmuseum. Zeitlebens kämpfte Lehne für die Durchsetzung demokratischer Ziele in Deutschland.

## Familie, Jugend und Studium
Lehne wurde als Sohn des Justizamtmanns Franz Berthold Lehne in Gernsheim, das damals noch zu Kurmainz gehörte, und dessen Ehefrau Maria Theresia Müllenkampf geboren. Beide Elternteile starben früh (1781 und 1782), und Lehne kam bereits 1782 zu Verwandten nach Mainz. Er lebte hier bei seinem Onkel mütterlicherseits, Franz Damian Friedrich Müllenkampf, der seit 1786 Professor an der Mainzer Artistenfakultät war. Lehne besuchte das Mainzer Gymnasium und studierte, zusammen mit zahlreichen ehemaligen Mitschülern, ab dem Wintersemester 1789/90 an der Mainzer Universität Geschichte und Schöne Wissenschaften. Dem Studium folgte erst später eine Promotion.
Friedrich Lehne heiratete am 22. Juli 1802 in Mainz Josephine Katharina Alberica Burkard, die Tochter Johann Stephan Valentin Burkard (* 5. August 1747), eines Illuminaten, der bereits am 12. November 1792 dem Mainzer Jakobinerklub beigetreten war und dessen Vizepräsident er zeitweilig war. Burkhard hatte in Mainz studiert und war hier seit 1773 als Stadtphysicus tätig.
Dem Paar wurden 3 Töchter und 3 Söhne geboren. Die 1803 geborene Julia Lehne blieb, ebenso wie ihre 5 Jahre jüngere Schwester Luise Josephine Lehne, unverheiratet im Haushalt ihrer 1809 geborenen jüngsten Schwester Josephine Melanie Laura Lehne, die mit dem Osthofener Lothar Johann Heinrich Franz Maier verheiratet war, aber nach dem Tod ihres Ehemannes (1844) in Mainz lebte und in ihrem geselligen Haus häufig Richard Wagner empfing, der sich dort mit der Tochter Mathilde Maier anfreundete. Der Briefverkehr Wagners mit Mathilde Maier wurde 1930 von Hans Scholz herausgegeben.
Der 1805 geborene Sohn Eduard August Lehne wurde Anwalt in Mainz und Alzey, 1848 Mitglied des Fünfzigerausschusses und des Frankfurter Vorparlaments und 1850 im hessischen Hochverratsprozess Generalverteidiger der Akteure der 48er Revolution. Als Landtagsabgeordneter kämpfte Eduard Lehne für die Pressefreiheit und erreichte, dass der Großherzog von Hessen-Darmstadt am 16. März 1848 die Pressezensur aufheben musste. 1806 wurde der zweite Sohn Friedrich Anton Lothar Lehne, späterer Friedensrichter in Oppenheim und Mainz, geboren. Der erst 1819 geborene jüngste Sohn Anton Lehne starb im Alter von zehn Jahren.

## Beruflicher Werdegang
In den unruhigen Jugendjahren übte Friedrich Lehne verschiedene Berufe in Frankreich und Deutschland aus. Neben seiner künstlerischen Betätigung war er auch als Zeitungsherausgeber, Verwaltungsbeamter und Soldat tätig. Erst ab dem Ende des 18. Jahrhunderts kam es ab 1799 mit seiner Ernennung zum Professor der Schönen Wissenschaften in Mayence zu einer gewissen Konstanz. Ab 1798/99 war er bereits Lehrer der Schönen Künste am Mainzer Lyzeum und lebte nun in einem der Professorenhäuser in der Neuen Universitätsstraße, Nähe Thiermarkt. 1813 verlieh ihm die Sorbonne die Ehrendoktorwürde. Von 1814 bis 1829 leitete er die Mainzer Stadtbibliothek als Oberbibliothekar, zudem war er Stadtarchivar. Zusätzlich kümmerte sich Lehne auch vermehrt um die römischen und mittelalterlichen Hinterlassenschaften in Mainz und ordnete erstmals die vorhandenen Funde in einer Ausstellung an. Auch war er in diesem Bereich als Konservator tätig und leitete zwischenzeitlich noch das Mainzer Altertumsmuseum. — In französischer wie in großherzoglich-hessischer Zeit hatte sich Lehne der Freimaurerei zugewandt.

## Politische Betätigung von 1792 bis 1814

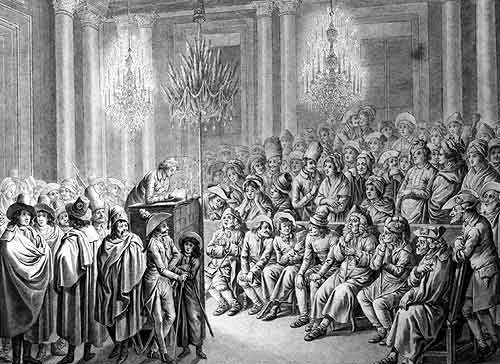
Versammlung des Mainzer Jakobinerklubs

Friedrich Lehne kam als Student an der Mainzer Universität schnell mit dem dort vorherrschenden Geist der Aufklärung in Kontakt. Einer seiner Lehrer an der Universität war Andreas Joseph Hofmann, ebenfalls ein späterer wichtiger Jakobiner in Mainz. Dieser brachte seinen Studenten revolutionäres Gedankengut nahe. Lehne war, wie auch sein Schulfreund und Kommilitone Peter Nikolaus Theyer, Mitglied im studentischen Zumbachschen Lesezirkel. Auch hier zirkulierte revolutionäres, aus Frankreich, aber auch aus eigenen Kreisen stammendes Schrifttum. Als französische Revolutionstruppen 1792 Mainz einnahmen, sympathisierte der Student, wie viele seiner Kommilitonen und Professoren, bereits mit den Idealen der Französischen Revolution. Bereits am 29. November 1792 wurde er mit gerade 21 Jahren eines der jüngsten Mitglieder der „Gesellschaft der Freunde der Freiheit“, bekannt auch als „Jakobinerclub“. Lehne wurde dort als Jurist geführt. In den nächsten Monaten war er vorwiegend als revolutionärer Literat, Dichter und Verfasser von Liedtexten tätig. Am 17. Januar 1793 hielt Lehne im Jakobinerclub eine überschwängliche Lobrede auf seinen alten Lehrer und mittlerweile radikalen Jakobiner, Andreas Joseph Hofmann. Gleichzeitig tadelte er den Jakobinerclub für die seiner Ansicht nach nicht mehr revolutionäre Haltung. Das Lied freier Landsleute, eine Unterlegung der Melodie der Marseillaise mit deutschem Text, verfasste er anlässlich der Errichtung des Mainzer Freiheitsbaumes auf dem Domplatz am 13. Januar 1793. Mit dem Gedicht Gesang beim Bombardement der Stadt versuchte er, die Moral seiner republikanischen Mitbewohner während der Belagerung von Mainz 1793 zu heben. Seine Gedichte zirkulierten schnell im republikanisch-jakobinischen Umfeld und konnten so beispielsweise in Norddeutschland und sogar in Siebenbürgen nachgewiesen werden.
Letzte Strophe des „Liedes freier Landsleute“ (gesungen nach dem Marseiller Marsch)

„Seht diesen Baum all ihr Despoten

Wir pflanzten unsern Rechten ihn;

Und in des Vaterlandes Boden

Soll er noch unsern Enkeln blüh'n“

Lehne wurde im Frühjahr 1793 Sekretär der Kommissare Jean-Frédéric Simon und Gregoir. Diese sollten den Anschluss der Mainzer Republik an Frankreich in die Wege leiten. In seiner Eigenschaft als Sekretär unterzeichnete Friedrich Lehne die „Proklamation der fränkischen Nationalkommissarien“. Ende März 1793 wurde Lehne zudem noch Mitglied im „Wachhabenden Ausschuss“, der für die Sicherheit der Mainzer Republik zuständig war. Nach der Übergabe der Stadt am 24. Juli 1793 an die Koalitionstruppen verließ Friedrich Lehne, zusammen mit seinem Freund Nikolaus Müller, als französischer Soldat Mainz und floh nach Paris. Dort diente er in der Zivilverwaltung und war Soldat der Französischen Nationalgarde im Rang eines Corporals. Ab Mitte 1795 lebte er in Straßburg und in der Pfalz, die damals nach wie vor französisch besetzt war. Dort war er im Auftrag der französischen Administration im Bergbauwesen tätig. In Straßburg erschien 1795 auch sein Gedichtband Versuche republicanischer Gedichte, den die Allgemeine Literaturzeitung in ihrer Ausgabe No. 80 am 11. März 1797 besprach.
1797 unternahm Lehne eine Bildungsreise nach Italien, über die er 28 Jahre später in einem seiner Bücher berichtete. Hier erwachte offenbar seine Begeisterung für die Antike, die zu seiner späteren Tätigkeit führte, der Erforschung der Heimatgeschichte. Zu dieser Zeit begann Lehne ebenfalls, sich für den Griechischen Freiheitskampf zu interessieren. Dieses politisch geprägte Interesse sollte bis in die späten 1820er Jahre anhalten.
Als Mainz nach dem Frieden von Campo Formio 1797 wieder als Mayence mitsamt der linken Rheinseite in den Besitz der Französischen Republik überging, kehrte auch Friedrich Lehne 1798 wieder zurück. Im gleichen Jahr begründete er zusammen mit dem Jakobiner Schlemmer die republikanische Zeitung Beobachter vom Donnersberg. Diese erschien bis 1801, kam aber ab der Machtübernahme durch Napoléon Bonaparte 1799 zusehends mit dem Regierungskommissar vor Ort in Konflikt.
Mit Nikolaus Müller veröffentlichte er 1799 den Gedichtband Republikanische Gedichte. Zur Machtübernahme von Napoléon am 9. November 1799 verfasste er einen Hymnus auf den jungen neuen Caesar, der die Republik wiederum zu Ruhm und Größe führen würde. Bereits anlässlich des Friedensabkommens von Campo Formio widmete Lehne dem „Helden Napoleon Buonaparte“ ein Lobgedicht. In diesem preist er ihn als „Friedensgeber“, als „stärkern Bruder“ denn Hannibal oder Brutus und schreibt enthusiastisch: „Wie doch Einer alles kann“. Doch konnte er sich später, wie viele andere deutsche Jakobiner, nicht mit Napoléons zunehmend autokratischer werdenden Politik anfreunden. Trotzdem gehörte Lehne in den späteren Jahren zu der von Napoléon sorgsam aufgebauten neuen bürgerlichen Elite, den „Citoyens notables“. Zusammen mit dem maire und ehemaligen Mainzer Jakobiner Franz Konrad Macké und dem französischen Präfekten Jeanbon St. André konnte er sich so zu den Grands notables de l’Empire zählen. Zu dem französischen Präfekten hatte Lehne ein gutes Verhältnis, was sich besonders bei den unter seiner Verwaltung beginnenden heimatkundlichen Forschungen und Ausgrabungen positiv bemerkbar machte.

## Herausgeber derMainzer Zeitungab 1816
Friedrich Lehne redigierte – nachdem Teile der linksrheinischen ehemals kurmainzischen und pfälzischen, zwischenzeitlich französischen Gebiete als Provinz Rheinhessen mit der Provinzhauptstadt Mainz zum Großherzogtum Hessen gekommen waren – von 1816 bis 1822 erneut eine Zeitung: Die Mainzer Zeitung, zeitweise auch als Neue Mainzer Zeitung erschienen, wurde bei der Hofdruckerei Theodor von Zabern gedruckt. Die Zeitung setzte als kritisches liberales Blatt einen Meilenstein in der Zeitungsgeschichte und wurde beispielsweise von dem bekannten Publizisten Ludwig Börne als sehr gutes Presseerzeugnis eingeordnet. In den abgedruckten Themen lassen sich noch die politischen Ansichten des jungen Lehnes herauslesen: es ging um Pressezensur, Kleinstaaterei und die sich überall abzeichnenden restaurativen Tendenzen der frühen Biedermeierzeit. Die Zeitung entwickelte sich unter ihm zu dem bedeutendsten Presseorgan im Großherzogtum Hessen, führte aber zu Zusammenstößen mit der Darmstädter Regierung und dem vorübergehenden Verbot der Zeitung 1822.

## Lehne als Heimat- und Geschichtsforscher
Friedrich Lehnes revolutionäre Begeisterung wandelte sich mit zunehmendem Alter in eine bürgerlich-sozialliberale Haltung ab. In dem ersten Vierteljahrhundert des 19. Jahrhunderts stand Lehne mit vielen anderen, damals bekannten Mainzer Bürgern wie dem Künstler und Gelehrten Nikolaus Müller, dem Professor, Schriftsteller und Kartographen Heinrich Brühl (1773–1832) oder dem bekannten Mainzer Juristen und Historiker Karl Anton Schaab in Kontakt. Viele davon waren wie er ehemalige Jakobiner und „Klubisten“. Lehne wandte sich in dieser Gesellschaft und aufgrund seiner Tätigkeit als Konservator der vorhandenen Altertümersammlung vermehrt der Heimatkunde und der Forschung zu. Aufgrund seiner Forschungen vor allem zu der mittelalterlichen Geschichte von Mainz wurde er zu einem der Begründer der modernen Mainzer Geschichtsforschung.

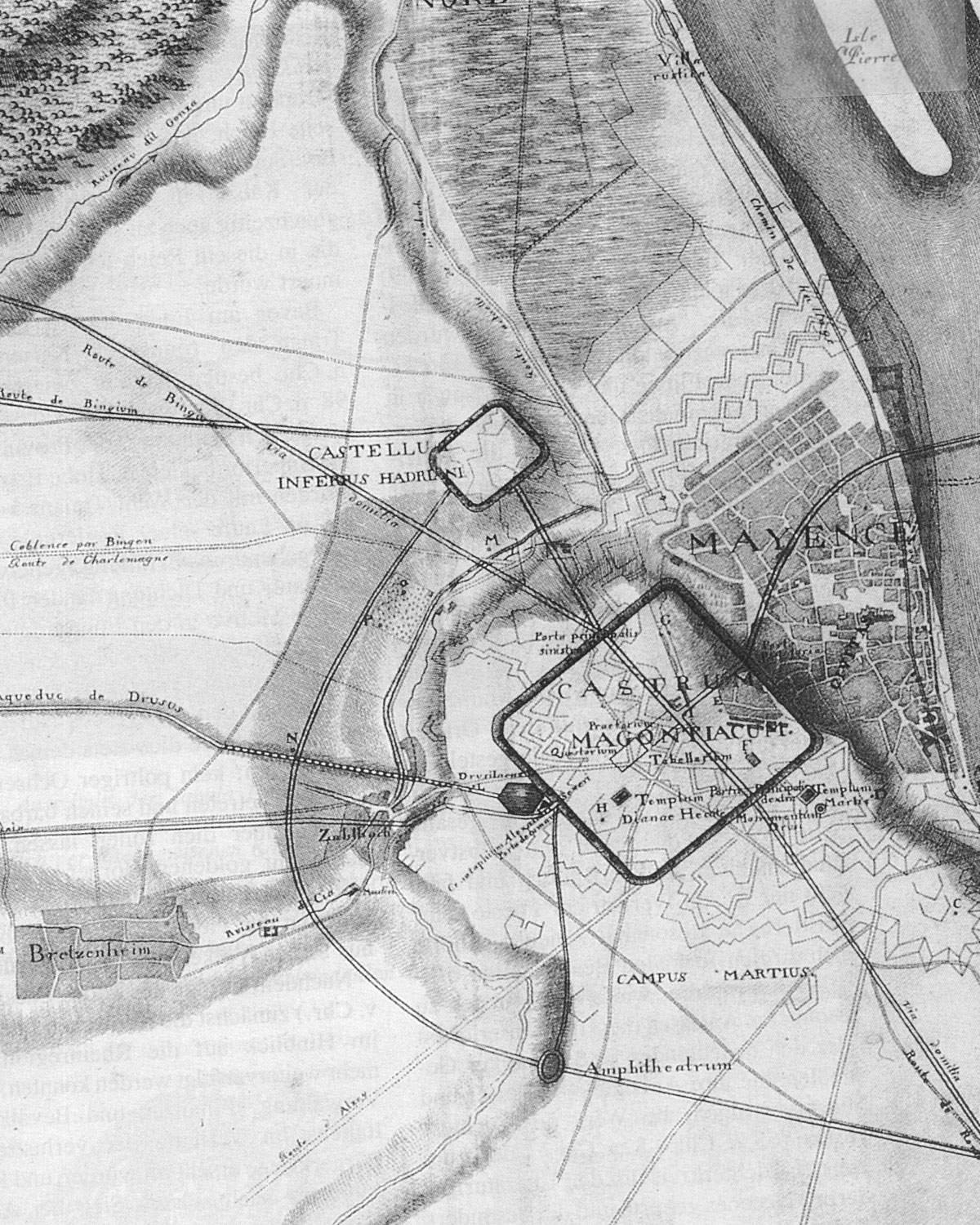
Plan des antiken Magontiacum nach Lehne, erstellt 1809

1804 gehört Lehne zu einem Kreis von Künstlern und Gelehrten, die der französische Präfekt Jeanbon de St. André in einer Künstler- und Gelehrtenakademie zusammenführen wollte. Zusammen mit Karl Anton Schaab beantragte er in der ersten Sitzung dieses Kreises die Ehrung des Mainzer Erfinders der Druckkunst, Johannes Gutenberg. Dies war der Anfang der Bemühungen, die 1836 zu der Errichtung des Gutenberg-Denkmals auf dem Theaterplatz führen sollten. Noch zu Zeiten der französischen Administration führte Lehne, übrigens mit großer Unterstützung seitens Jeanbon de St. André, systematische Grabungen im ehemaligen römischen Militärfriedhof im Zahlbachtal durch. Als dort noch zu Beginn des 19. Jahrhunderts Steine aus den Aquäduktpfeilern gebrochen wurden, um sie zum örtlichen Häuserbau zu verwenden, sorgte Lehne mit der Unterstützung des Präfekten für den nachhaltigen Schutz der Römersteine. Auf Lehnes Arbeit als Historiker und Heimatforscher basierte auch der erste römische Stadtplan, der 1809 entstand, in großen Teilen aber noch spekulativer Natur war.
Die reichhaltigen Funde aus seinen Grabungen wurden zusammen mit älteren, bereits aus kurfürstlichen Sammlungen stammenden, römischen Steindenkmälern in einer „Antiquitätenhalle“ in der ehemaligen Burse am Neubrunnenplatz ausgestellt. Johann Wolfgang von Goethe besuchte diese Sammlung 1815 zusammen mit Sulpiz Boisserée um „… die Altertumssammlung und eine Anzahl schätzbarer Gemälde“ zu sehen. Zusammen mit Friedrich Lehne besichtigte er dabei auch die Ausgrabungen in Zahlbach. Goethe, der Friedrich Lehne freundschaftlich verbunden war, empfahl mehrfach Freunden den Besuch der wertvollen Sammlung, so beispielsweise 1819 dem Sohn Friedrich Schillers, und stand mit Lehne in Briefkontakt.

Grabstätte von Friedrich Lehne

In seinem Werk „Kunst und Altertum am Rhein und Main“ schrieb er über Friedrich Lehne:

„Der Bewohner von Mainz darf sich nicht verbergen, daß er für ewige Zeiten einen Kriegsposten bewohnt; alte und neue Ruinen erinnern ihn daran. Aber auch diese wird der eifrige Forscher zur Vermehrung seiner Kenntnisse, zu Bildung des Geistes nutzen, und so sind wir in einem fleißigen und sorgfältigen Manne, Herrn Professor Lehne, vielen Dank schuldig, daß er manches Alterthümliche bezeichnet und bestimmt, anderes aber neu aufgefunden, gesammelt und geordnet hat …“

## Nachwirken
Friedrich Lehne starb 1836 in Mainz und wurde auf dem Mainzer Hauptfriedhof begraben. Seine Grabstätte ist noch erhalten. Noch in Lehnes Todesjahr begann sein Nachfolger als Stadtbibliothekar, Dr. Philipp H. Külb, Friedrich Lehnes gesammelte Schriften und Notizen in fünf Bänden herausgeben. Der letzte Band erschien 1839. Der Nachlass von Friedrich Lehne befindet sich heute im Stadtarchiv Mainz.
Über Lehnes literarischen Einfluss gibt es unterschiedliche Ansichten. Beeinflussten seine historischen und stadtgeschichtlichen Werke sowie sein Engagement in diesem Bereich noch längere Zeit seine Nachfolger in Mainz, gerieten seine frühen revolutionären Werke als „schwärmerische und zeitbezogene Dichtung“ bald in allgemeine Vergessenheit. Andererseits wird Friedrich Lehne in der heutigen Literaturforschung auch als einer „der fruchtbarsten politischen Lyriker jener Zeit“ genannt.

## Literarische Werke von Friedrich Lehne
- Versuche republicanischer Gedichte. Treutel, Straßburg 1795.
- mit Nikolas Müller: Republikanische Gedichte. Mainz 1799. Digitalisat
- Die Stadt Mainz im Mittelalter. Mainz 1824.
- Romantische Seereise von Genua nach Neapel. Mainz 1825.
- Fr. Lehne’s, Professors und Stadtbibliothekars zu Mainz, gesammelte Schriften / Külb, Philipp H. [Hrsg.], 5 Bände. Mainz: Wirth, 1836–1839.
  - Band 1: Die römischen Alterthümer der Gauen des Donnersbergs. Erster Theil. Wirth, Mainz 1836. (Digitalisat)
  - Band 2: Die römischen Alterthümer der Gauen des Donnersbergs. Zweiter Theil. Wirth, Mainz 1837. (Digitalisat)
  - Band 3: Antiquarische, historische und politische Aufsätze. Wirth, Mainz 1838. (Digitalisat)
  - Band 4,1: Kurze Geschichte der Städte Mainz und Worms. Wirth, Mainz 1837. (Digitalisat)
  - Band 4,2: Beiträge zur Geschichte der Erfindung der Buchdruckerkunst. Wirth, Mainz 1837. (Digitalisat)
  - Band 5: Kleinere Schriften verschiedenen Inhalts. Wirth, Mainz 1839. (Digitalisat)
- Die Gauen des Taunus und ihre Denkmäler. In: Nassauische Annalen. Band 1, 1827, S. 3–21. (Digitalisat)